# واسکو بوئف
واسکو بوئف (انگلیسی: Vasko Boev؛ زادهٔ ۲۴ ژوئیهٔ ۱۹۸۸) بازیکن فوتبال اهل بلغارستان است.
وی همچنین در تیم ملی فوتبال زیر هفده سال بلغارستان بازی کرده است.